# Gardeládes
Gardeládes är en ort i Grekland.   Den ligger i prefekturen Nomós Kerkýras och regionen Joniska öarna, i den västra delen av landet, 400 km nordväst om huvudstaden Aten. Gardeládes ligger 128 meter över havet och antalet invånare är 371. Den ligger på ön Korfu.
Terrängen runt Gardeládes är huvudsakligen kuperad, men åt sydost är den platt. Havet är nära Gardeládes åt sydväst. Runt Gardeládes är det ganska tätbefolkat, med 214 invånare per kvadratkilometer. Närmaste större samhälle är Korfu, 16,4 km öster om Gardeládes. I omgivningarna runt Gardeládes växer i huvudsak blandskog.